# Head over Heels (serie de televisión)
Head Over Heels es una comedia de televisión estadounidense creada por Jeff Franklin y emitida en United Paramount Network del 26 de agosto al 28 de octubre de 1997. La serie se desarrolla en una agencia de citas con sede en Miami Beach, Florida, la cual está dirigida por los hermanos Jack y Warren Baldwin (interpretados por Peter Dobson y Mitchell Whitfield, respectivamente). El resto del elenco está formado por sus empleados, interpretados por Eva LaRue, Patrick Bristow y Cindy Ambuehl. Connie Stevens fue elegida inicialmente para interpretar a la madre de los Baldwins, pero luego de que el episodio piloto fue reescrito, su personaje fue eliminado. Andrew Gottlieb fue el coproductor, mientras que Vince Cheung y Ben Montanio fueron los consultores de productores de la serie. 
La comedia de situación fue la serie de más bajo rendimiento rastreada por Nielsen Holdings durante la temporada de televisión de 1997-1998. Dado que United Paramount Network comercializó principalmente su programación para audiencias afroamericanas, los críticos cuestionaron la falta de un personaje negro dentro del programa. Con la inclusión de Ian (Patrick Bristow), Head Over Heels fue uno de los treinta programas de los Estados Unidos con un personaje gay, lésbico o bisexual durante aquella temporada. El programa recibió una respuesta negativa de los comentaristas, quienes criticaron su comedia sexual y a sus personajes.

## Premisa y personajes
Ubicada en Miami Beach, la serie trata sobre la agencia de citas por video Head Over Heels, operada por los hermanos Jack y Warren Baldwin (Peter Dobson y Mitchell Whitfield, respectivamente). Retratados como opuestos el uno del otro, Warren es quien está más involucrado en la gestión de la agencia que Jack. Mientras que Jack sale con las clientas de la agencias, Warren aún ama a su esposa, aunque esta lo engañó con un jugador de fútbol profesional.
El resto del personal de la agencia, incluye a dos consejeros románticos: Carmen (Eva LaRue) e Ian ( Patrick Bristow). Carmen es una feminista autoidentificada, que tiene un doctorado y estudia el comportamiento humano y la sexualidad. Mientras que el bisexual, Ian es frecuentemente cuestionado acerca de su sexualidad, y por otra parte está la ex estríper Valentina (Cindy Ambuehl) es una recepcionista que sabe mucho de computadoras. Karen Dior y Bernie Kopell fueron estrellas invitadas en la serie en donde se interpretaron a ellas mismas. Jim Lange, a quien Jack había idolatrado desde la infancia, también aparece en un episodio como él mismo.
Head Over Heels se basa en la comedia erótica, llevando a Tom Shales de The Washington Post a describirlo como un «smutcom». Alan Frutkin, de The Advocate, comparó el programa con las comedias Friends and Married... with Children. El episodio piloto muestra a Warren teniendo relaciones sexuales con una clienta en su oficina a pesar de que las políticas la agencia de citas lo prohíbe, Las historias en otros episodios incluyen a Jack usando el nombre del cereal Cap'n Crunch como un alias en una de las salas de chat para seducir a las mujeres y a Valentina diciendo que abriría un correo en Topless por $1,000 dólares a la semana.

## Producción

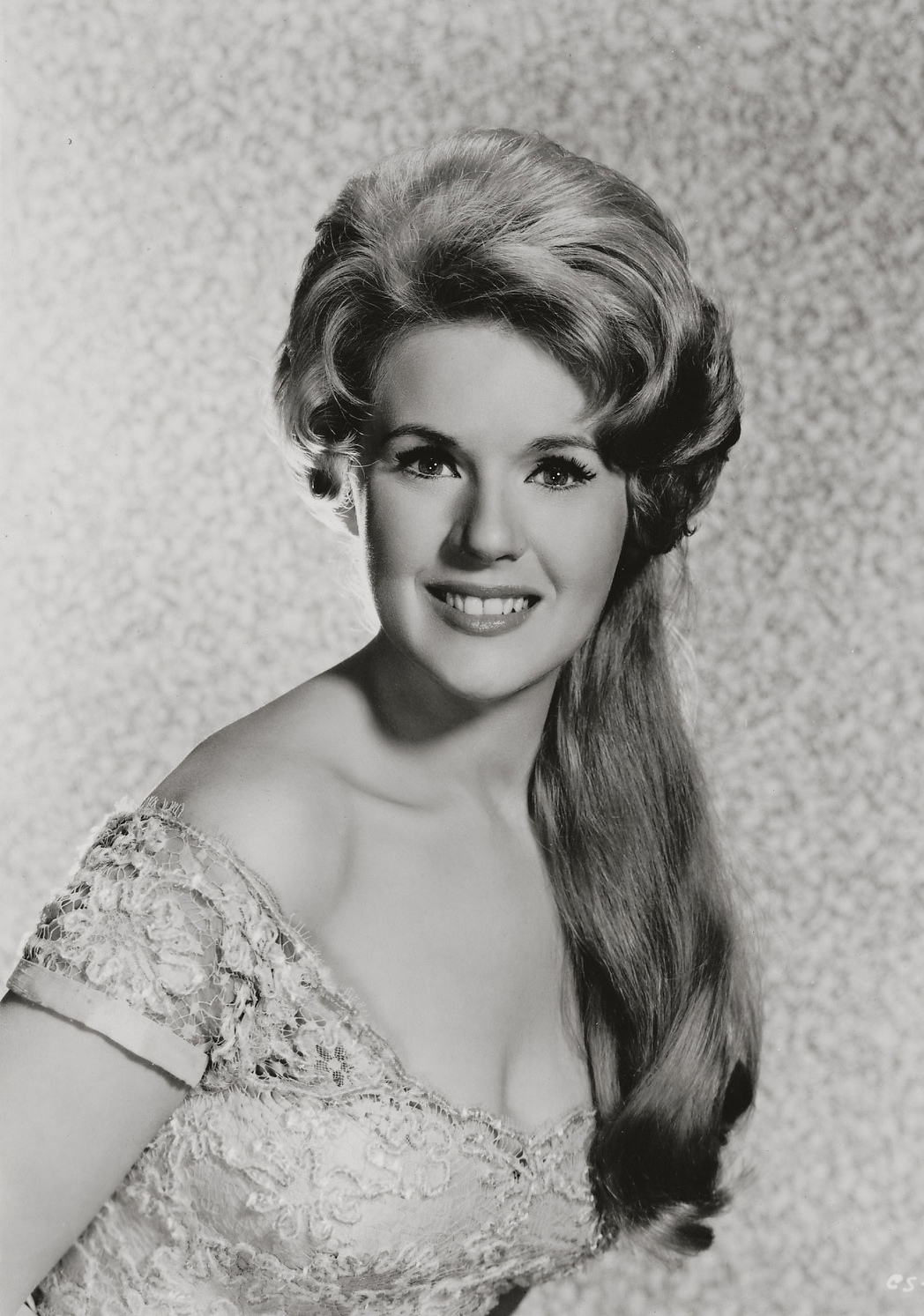
Connie Stevens (fotografiada en la década de 1960) interpretaba a la madre de los personajes principales, pero fue eliminada del programa en un «cambio creativo» que tuvo su creador.

Montrose Productions produjo Head Over Heels en asociación con Jeff Franklin Productions y Columbia TriStar Television.  Jeff Franklin fue el creador y productor ejecutivo del programa. Refiriéndose al trabajo de Franklin en la comedia Full House, Dusty Saunders, de Rocky Mountain News, escribió: «Todavía me pregunto si Franklin no se está deshaciendo de la frustración de la televisión sexual, después de todos esos años con esos miembros de familia ficticios». Andrew Gottlieb coprodujo la serie, y Vince Cheung y Ben Montanio fueron los consultores de los productores. A pesar de estar en Miami Beach, Head Over Heels fue filmada en Los Ángeles. Matthew Diamond dirigió tres episodios, y Amanda Bearse y Asaad Kelada hicieron un episodio cada una. Jonathan Wolf y Paul Buckley compusieron la música de la serie.
Durante la producción, Connie Stevens estaba preparada para interpretar a la madre de los Baldwins en un papel recurrente. Un escritor de Turner Classic Movies describió el programa como «una resurrecc[ión] de la carrera de [Stevens] como actriz». Aunque United Paramount Network había ordenado Head Over Heels debido a Stevens, la cadena la eliminó del proyecto aludiendo a que se trataba de «un cambio creativo». En el episodio piloto original de la serie, la madre es la propietaria original de las agencia de citas y luego se la cedió a sus hijos. En el episodio piloto ella tiene una relación con un entrenador personal hispano y con frecuencia habla sobre tener relaciones sexuales con él. Las referencias a la historia de la compañía de citas y la participación de los Baldwins fueron eliminadas de la serie. Para la segunda versión del piloto, LaRue se integró al programa después de que su personaje «María Santos» fuera retirado de la soap opera All My Children.

## Episodios
| No. | Título          | Dirigido por    | Escrito por     | Fecha de estreno         | Audiencia (en millones) |
| --- | --------------- | --------------- | --------------- | ------------------------ | ----------------------- |
| 1 | «One Down»      | Matthew Diamond | Jeff Franklin   | 26 de agosto de 1997     | TBA                     |
| Aunque Warren Baldwin instituye una política que prohíbe a los empleados de Head Over Heels la posibilidad de citas con clientes, él mismo no puede adherirse a ella.                                               |                 |                 |                 |                          |                         |
| 2 | «Gigolo Guy»    | Matthew Diamond | Jon Ross        | 2 de septiembre de 1997  | TBA                     |
| Jack Baldwin es el objetivo de un propietario de un estudio fotográfico, y el hermano machista de Ian visita la agencia.                                                                                            |                 |                 |                 |                          |                         |
| 3 | «Game Show Guy» | Matthew Diamond | Jeff Franklin   | 9 de septiembre de 1997  | TBA                     |
| Warren presenta un programa de juegos basado en el servicio de citas. |                 |                 |                 |                          |                         |
| 4 | «Vice Guy»      | Amanda Bearse   | Fran Kaufer     | 16 de septiembre de 1997 | TBA                     |
| Jack anima a sus empleados a renunciar a sus vicios durante una semana. |                 |                 |                 |                          |                         |
| 5 | «Witness Guy»   | Paul Kreppel    | Andrew Gottlieb | 23 de septiembre de 1997 | TBA                     |
| La agencia trabaja con un cliente que está en el programa de protección de testigos. |                 |                 |                 |                          |                         |
| 6 | «Hot Guy»       | Paul Kreppel    | Jeff Franklin   | 30 de septiembre de 1997 | TBA                     |
| Valentina y Carmen se pelean por un cliente atractivo. |                 |                 |                 |                          |                         |
| 7 | «Spider Guy»    | Asaad Kelada    | Jeff Franklin   | 14 de octubre de 1997    | 2.1                     |
| Mientras Warren está hospitalizado, Jack se queda a cargo de la agencia. Sus empleados están preocupados por sus prácticas comerciales poco ortodoxas, incluido el reclutamiento de clientes de una casa de retiro. |                 |                 |                 |                          |                         |
| 8 | «Reunion Guy»   | Mark K. Samuels | Jeff Franklin   | 28 de octubre de 1997    | TBA                     |
| En su reunión de la escuela secundaria, Warren y Jack intentan impresionar a sus excompañeros de clase demostrando que son exitosos y deseables.                                                                    |                 |                 |                 |                          |                         |

## Historial de transmisión

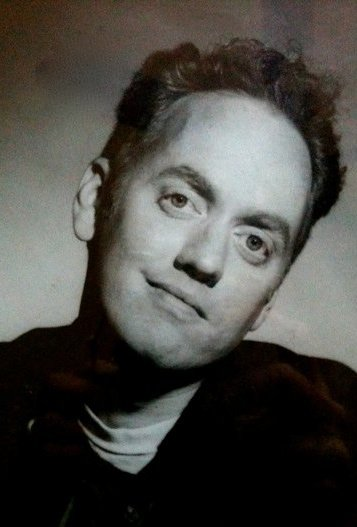
Patrick Bristow (en la foto) interpretaba a un hombre bisexual en Head Over Heels, uno de los 30 programas de Estados Unidos en la temporada de televisión de 1997–1998 con un personaje LGTB.

United Paramount Network ordenó tres nuevas comedias para la temporada de televisión 1997–1998: Head Over Heels, Hitz y Good News. Formaban parte de la decisión de la cadena para ampliar su programación de horario estelar a cuatro noches por semana. Aunque United Paramount Network dirigió su programación a audiencias afroamericanas, Head Over Heels no cuenta con un actor negro. El presidente de la cadena, Dean Valentine, negó las acusaciones de «observadores de la industria» de que estaba «abandonando a la audiencia negra o rechazando proyectos con estrellas negras y productores».
Head Over Heels fue uno de los 30 programas de los Estados Unidos durante la temporada que incluyó un personaje gay, lésbico o bisexual a su trama con la inclusión de Ian. Sobre la sexualidad del personaje, Patrick Bristow dijo que tiene «un pasado rico, rico y manchado». La socióloga Suzanna Danuta Walters escribió que Ian y Josh Nicolé Blair (en la comedia de Veronica's Closet) representaban una tendencia en la que «la homosexualidad es un chiste», y los personajes negaban su sexualidad.
Transmitido después de Hitz, Head Over Heels se transmitió los martes a las 9:30 p. m.; fue originalmente programado para las 8:30 p. m. La serie tenía una clasificación paterna de TV-PG para el lenguaje sugerente y situaciones sexuales; Scott Pierce, de Deseret News, sintió que debería haber recibido una calificación de TV-14 por su contenido sexual. La serie atrajo un promedio semanal de 2,3 millones de espectadores. Se empató con Alright, ya como el programa con el rendimiento más bajo (seguido por Nielsen Holdings) de la temporada. Las cifras generales de visualización de ambos programas fueron de 2,7 millones de espectadores.
Head Over Heels fue la primera baja de la temporada 1997-1998. Aunque se ordenaron 13 episodios, solo ocho fueron transmitidos. A pesar de los informes de que la serie se emitiría hasta noviembre, su episodio final se mostró el 28 de octubre de 1997. Dobson y Whitfield aparecieron en los ocho episodios, Bristow apareció en siete episodios y Ambuehl y LaRue aparecieron en cuatro episodios.

## Recepción crítica
La serie recibió varias críticas negativas; según Joal Ryan de E! News, el programa fue conocido como el «peor nuevo show de la temporada» durante su debut. La crítica se dirigió principalmente a su humor sexual, un escritor de Deseret News criticó sus «chistes vulgares e insípidos sobre el rendimiento sexual, los orgasmos y las funciones corporales». Citándolo como uno de los peores programas de media hora de la temporada televisiva. Dusty Saunders, de Rocky Mountain News, describió a Head Over Heels como un intento infructuoso de emular a Friends. Howard Rosenberg, de Los Angeles Times, desestimó el programa como «la madre de todas las comedias siniestras [y] un programa con tanto peso como una tanga». Head Over Heels recibió algunos comentarios positivos. A pesar de que el programa era una falta para United Paramount Network, Tom Shales escribió que su humor no era tan «feo y cruel» como la comedia Hitz; también elogió al ladrón de escenas de Patrick Bristow y la aptitud tecnológica de Valentina como «un toque lindo». Los títulos iniciales recibieron elogios de Adam Sandler de Variety, quien lo describió como «elegante y provocativo» y comparable a los del drama policial Silk Stalkings.
A los críticos no les gustaban los personajes del programa y llamaban sexistas a las interpretaciones femeninas. David Zurawik de The Baltimore Sun destacó a Valentina y a la madre de los Baldwins como ejemplos de la pobre representación de mujeres en la serie. Criticó la sexualización de Valentina y el hecho de que la madre de los Baldwins se define a través de su relación con su novio. Sandler y Keith Marder, de Los Angeles Daily News, sintieron que los personajes del programa se basaban en clichés. Marder resumió la serie como «un lío de caricaturas ridículas y de mal gusto».